# 이수 (불교)
2수(二受)는 신수(身受)와 심수(心受)를 말한다.
2수(二受)는 대상을 받아들여 낙(樂) · 고(苦) · 희(喜) · 우(憂) · 사(捨)의 5수(五受)로 판별하는 느낌 · 감수(感受) · 지각(知覺)의 마음작용인 수(受) 또는 수온(受蘊)을 그것이 상응하는 식(識)의 유형에 따라 신수(身受)와 심수(心受)의 2가지로 나눈 것이다.

## 신수
신수(身受)는 문자 그대로는 '몸의 느낌' 또는 '육체의 느낌'인데, 안식 · 이식 · 비식 · 설식 · 신식의 5식(五識)과 상응하는 수(受)의 마음작용을 말한다.
달리 말하면, 신수는 안 · 이 · 비 · 설 · 신의 5근(五根)을 통해 느끼는 육체의 또는 감각적인 느낌 · 지각 · 정서를 말하는 것으로, 5수(五受) 가운데 낙(樂) · 고(苦) · 사(捨)가 신수에 속한다. 한편, 이들 중 사(捨)의 느낌 · 지각 또는 정서는 심수에도 속한다. 즉 사(捨)는 신수 · 심수의 2수 모두에 통한다.

## 심수
심수(心受)는 문자 그대로는 '마음의 느낌'인데, 제6의식(第六意識)과 상응하는 수(受)의 마음작용을 말한다.
달리 말하면, 심수는 의근(意根)을 통해 느끼는 마음의 또는 정신적인 느낌 · 지각 · 정서를 말하는 것으로, 5수(五受) 가운데 희(喜) · 우(憂)가 심수에 속한다. 한편, 이들 중 사(捨)의 느낌 · 지각 · 정서는 신수에도 속한다. 즉 사(捨)는 신수 · 심수의 2수 모두에 통한다.
한편, 심수(心受)의 동음이어의인 심수(心數)는 심소(心所), 즉 심소법 또는 마음작용의 다른 말로서, 심소(心所)의 구역(舊譯)이다.

## 참고 문헌
- 곽철환 (2003). 《시공 불교사전》. 시공사 / 네이버 지식백과. |title=에 외부 링크가 있음 (도움말)
- * 미륵 지음, 현장 한역, 강명희 번역 (K.614, T.1579). 《유가사지론》. 한글대장경 검색시스템 - 전자불전연구소 / 동국역경원. K.570(15-465), T.1579(30-279). |title=에 외부 링크가 있음 (도움말)

세친 지음, 현장 한역, 권오민 번역 (K.955, T.1558). 《아비달마구사론》. 한글대장경 검색시스템 - 전자불전연구소 / 동국역경원. K.955(27-453), T.1558(29-1). |title=에 외부 링크가 있음 (도움말)
- 운허.  동국역경원 편집, 편집. 《불교 사전》. |title=에 외부 링크가 있음 (도움말)
- (영어) DDB. 《Digital Dictionary of Buddhism (電子佛教辭典)》. Edited by A. Charles Muller. |title=에 외부 링크가 있음 (도움말)
- (중국어) 미륵 조, 현장 한역 (T.1579). 《유가사지론(瑜伽師地論)》. 대정신수대장경. T30, No. 1579. CBETA. |title=에 외부 링크가 있음 (도움말)
- (중국어) 佛門網. 《佛學辭典(불학사전)》. |title=에 외부 링크가 있음 (도움말)
- (중국어) 星雲. 《佛光大辭典(불광대사전)》 3판. |title=에 외부 링크가 있음 (도움말)
- (중국어) 세친 조, 현장 한역 (T.1558). 《아비달마구사론(阿毘達磨俱舍論)》. 대정신수대장경. T29, No. 1558, CBETA. |title=에 외부 링크가 있음 (도움말)